# Buire-sur-l'Ancre
Buire-sur-l'Ancre è un comune francese di 334 abitanti situato nel dipartimento della Somme nella regione dell'Alta Francia.

## Società

### Evoluzione demografica
Abitanti censiti